# Kabaret Afera
Afera – poznański kabaret. Powstał w 1994 roku. Nazwę zaczerpnął od akademickiego Radia „Afera” Politechniki Poznańskiej. W ramach kabaretu działa też grupa The Afers stylizowana na bigbitową grupę muzyczną z lat 60.
W repertuarze kabaretu znajdują się skecze, monologi oraz piosenki. Spośród tych pierwszych najbardziej znane są parodie programów telewizyjnych, takich jak: Milionerzy (Miliarderzy), Na każdy temat (Prawie na każdy temat), Randka w ciemno, Kropka nad i (Kreska nad ź), a także skecze o komentatorach i o chłopie Macieju. Najpopularniejsze piosenki The Afers to: Agata, daj mi buziaka, Piosenka o konferansjerze, Perfumy marki „Dym”, Nie używaj brzydkich słów, Spódniczki Mini.

## Skład

### Pierwsze lata działalności
Pierwotny skład kabaretu tworzyli: Robert Cecko, Krzysztof Kulpiński,  Lidia Kulpińska, Sławomir Stawny, Wojciech Bernard, Jacek Łuczak, Janusz Juszczak, Monika Paluszkiewicz. Współpracowali z nim także inni artyści, m.in.: Lucyna Winkel-Sobczak, Ewa Szumska, Adrianna Mańczak, Tomasz Grdeń, Przemysław Koczorowski.

### Obecny skład
Obecnie kabaret Afera tworzą:
- Przemysław Mazurek – wcześniej udzielający się w kabaretach W.Y.G.U.P. i Obiło się o uszy; z wykształcenia informatyk; w kabarecie Afera od sierpnia 2007 r.;
- Rafał Piechota (ur. w Chodzieży) – autor większości tekstów dla kabaretu
- Sławomir Stawny – jeden z założycieli kabaretu, absolwent Akademii Wychowania Fizycznego w Poznaniu;
- Piotr Rychter „Bigbit” – obsługa techniczna; z zawodu – specjalista IT, z pasji aferzysta kabaretowy, wcześniej także aferzysta radiowy – wychowanek Radia Afera;co roku w okolicach WOŚP zmienia się w „Wielkiego Licytatora” i pomaga „skąpym” poznaniakom wesprzeć orkiestrę

Stroną muzyczną występów zajmują się Paweł Dampc, Grzegorz Kopala, Robert Łuczak, Marzena Osiewicz oraz Zbigniew Stelmasiak.

## Nagrody
- I miejsce w kategorii Kabaret na II Ogólnopolskim Festiwalu Sztuki Estradowej w Warszawie
- nagroda indywidualna dla Rafała Piechoty na Przeglądzie Kabaretów Amatorskich PaKA w Krakowie
- 1996 – III nagroda na XVII Lidzbarskich Biesiadach Humoru i Satyry
- 1997 – II nagroda na XVIII Lidzbarskich Biesiadach Humoru i Satyry
- nagroda indywidualna dla Sławomira Stawnego za monolog

## Udział w programach telewizyjnych
- cykl programów kabaretowych Kabaret z ... w tle
- fabularny show kabaretowy Kabaret na festiwalu (aut. Rafał Piechota, Grzegorz Poloczek)
- Kabaret wśród Gwiazd, czyli Jubileuszowa Afera (z udziałem m.in. Olgi Bończyk)
- 2002 – Zimowy Show Kabaretowy czyli Gwiazdy, żarty i śnieg (z udziałem m.in. Katarzyny Bujakiewicz)
- 2002 – KFPP w Opolu, koncert Seriale, seriale
- Mazurska Noc Kabaretowa
- 2003 – Gala Wielkopolan w Poznaniu
- cykl Wieczory z Elitą
- cykl Kraj się śmieje
- Kabaretowa Noc Pod Gwiazdami (kabareton Lidzbarskich Biesiad Humoru i Satyry)